# Aulacostephanidae
Aulacostephanidae es una familia de cefalópodos amonoides extintos perteneciente a la superfamilia Perisphinctoidea. Estos carnívoros nectónicos de rápido movimiento vivieron durante el período Jurásico superior, desde la época de Oxford hasta la de Tithon.

## Géneros
Los géneros dentro de esta familia incluyen:
- Aulacostephanus
- Pictonia
- Rasenia
- Ringsteadia